# Милуоки (окръг, Уисконсин)
Окръг Милуоки (на английски: Milwaukee County) е окръг в щата Уисконсин, Съединени американски щати. Площта му е 3082 km², а населението - 939 489 души (1 април 2020). Административен център е град Милуоки.